# Kraftwerks- und Meerwasserentsalzungsanlagenkomplex Al Taweelah
Der Kraftwerks- und Meerwasserentsalzungsanlagenkomplex Al Taweelah (englisch Al Taweelah Power and Desalination Complex) befindet sich im Emirat Abu Dhabi, Vereinigte Arabische Emirate, ca. 45 km nordöstlich der Innenstadt von Abu Dhabi. Der Anlagenkomplex besteht aus den drei Anlagen A1, A2 und B mit jeweils einem Kraftwerk und einer Meerwasserentsalzungsanlage sowie der Meerwasserentsalzungsanlage RO; die installierte Leistung des Komplexes liegt mit Stand Mai 2023 bei 4672 MW.

## Geschichte
Der Komplex bestand ursprünglich aus den beiden Anlagen A und B. Die Anlage A ging 1989 in Betrieb. Mit dem Bau der Anlage B wurde 1994 begonnen; sie nahm im Juni 1996 den Betrieb auf. Im Jahr 1998 beschloss die Regierung, die beiden Anlagen erheblich zu erweitern und dies mit der gleichzeitig begonnenen Privatisierung zu verbinden.
Die Vorbereitungen für den Verkauf der Anlage A fanden von 1999 bis 2001 statt. Im Dezember 2001 wurde der endgültige Vertrag zwischen der Abu Dhabi Water and Electricity Authority (ADWEA) und einem Konsortium bestehend aus Gulf Power Company, TotalFinaElf und Tractebel unterzeichnet, der den Kauf und die damit verbundene Erweiterung der bestehenden Anlage A zur Anlage A1 beinhaltete. Die neue Anlage nahm am 1. Mai 2003 den Betrieb auf; bis 2009 wurden zusätzliche Erweiterungen vorgenommen.
Die Anlage A2 wurde als Independent Water and Power Project (IWPP) ausgeschrieben. CMS Energy gab im April 1998 ein Gebot auf die Ausschreibung von ADWEA ab. Das Power Purchase Agreement wurde am 3. Oktober 1998 unterzeichnet. Mit dem Bau der Anlage wurde im April 1999 begonnen. Die ursprünglichen Planungen sahen den Beginn der Stromerzeugung für Mai 2000, die erste Frischwassererzeugung für Mai 2001 und die Fertigstellung für August 2001 vor. Das Kraftwerk ging Ende 2001 in Betrieb.
Im Januar 2005 wurden die Verträge für den Verkauf und die damit verbundene Erweiterung der bestehenden Anlage B im Rahmen eines IWPP unterzeichnet.

## Kraftwerke
Der Übertragungsnetzbetreiber der VAE, die Abu Dhabi Transmission & Despatch Company (TRANSCO), gibt als installierte Bruttoleistung des Kraftwerkskomplexes 4672 MW an, die sich aus der installierten Bruttoleistung des Kraftwerks A1 (1673 MW), des Kraftwerk A2 (778 MW) und des Kraftwerks B (2221 MW) zusammensetzt.

### Kraftwerk A1
TRANSCO gibt als installierte Bruttoleistung des Kraftwerks A1 1673 MW an; andere Angaben zur installierten Leistung sind 1590 (Netto) 1592 (Netto) 1650 1672,5 (Brutto) oder 1700 (Brutto) MW. Das Kraftwerk besteht aus 10 Gasturbinen, an die jeweils ein Abhitzedampferzeuger angeschlossen ist sowie drei nachgeschalteten Dampfturbinen. Die folgende Tabelle gibt einen Überblick:
| Block | GT/DT | Max. Leistung (MW) | Betriebsbeginn | Turbine | Generator | Dampfkessel | Status     |
| ----- | ----- | ------------------ | -------------- | ------- | --------- | ----------- | ---------- |
| 1     | GT    | 95,5               | 1989           | GE      | GE        | NEM         | in Betrieb |
| 1     | GT    | 95,5               | 1989           | GE      | GE        | NEM         | in Betrieb |
| 1     | GT    | 95,5               | 1989           | GE      | GE        | NEM         | in Betrieb |
| 1     | GT    | 107,3              | 2003           | GE      | GE        | NEM         | in Betrieb |
| 1     | GT    | 107,3              | 2003           | GE      | GE        | NEM         | in Betrieb |
| 1     | GT    | 107,3              | 2003           | GE      | GE        | NEM         | in Betrieb |
| 1     | GT    | 107,3              | 2003           | GE      | GE        | NEM         | in Betrieb |
| 1     | GT    | 107,3              | 2003           | GE      | GE        | NEM         | in Betrieb |
| 1     | GT    | 125                | 2009           | GE      | GE        | Doosan      | in Betrieb |
| 1     | GT    | 125                | 2009           | GE      | GE        | Doosan      | in Betrieb |
| 1     | DT    | 202,7              | 2003           | GE      | GE        |             | in Betrieb |
| 1     | DT    | 202,7              | 2003           | GE      | GE        |             | in Betrieb |
| 1     | DT    | 202,7              | 2003           | GE      | GE        |             | in Betrieb |

Die installierte Leistung des Kraftwerks A betrug ursprünglich 225 240 (Netto) oder 255 (Brutto) MW. Es bestand aus drei Gasturbinen mit einer Leistung von jeweils 85 MW; im Zuge der Erweiterung wurde ihre Leistung auf jeweils 95,5 MW gesteigert. Darüber hinaus wurden fünf zusätzliche Gasturbinen mit einer Leistung von jeweils 107 MW sowie drei Dampfturbinen mit einer Leistung von jeweils 203 MW installiert; das erweiterte Kraftwerk A1 nahm am 1. Mai 2003 den Betrieb auf. Von 2007 bis 2009 wurde das Kraftwerk um zwei zusätzliche Gasturbinen erweitert (A10 extension project).

### Kraftwerk A2
TRANSCO gibt als installierte Bruttoleistung des Kraftwerks 778 MW an; andere Angaben zur installierten Leistung sind 710 710 (Netto) 720 760 (Brutto) 777 780 oder 780 (Brutto) MW. Das Kraftwerk umfasst gegenwärtig einen GuD-Block. Die folgende Tabelle gibt einen Überblick:
| Block | GT/DT | Max. Leistung (MW) | Betriebsbeginn | Turbine | Generator | Dampfkessel | Status     |
| ----- | ----- | ------------------ | -------------- | ------- | --------- | ----------- | ---------- |
| 1     | GT    | 185                | 2000           | Siemens | Siemens   | Doosan      | in Betrieb |
| 1     | GT    | 185                | 2001           | Siemens | Siemens   | Doosan      | in Betrieb |
| 1     | GT    | 185                | 2001           | Siemens | Siemens   | Doosan      | in Betrieb |
| 1     | DT    | 110                | 2003           | Siemens | Siemens   |             | in Betrieb |
| 1     | DT    | 110                | 2003           | Siemens | Siemens   |             | in Betrieb |

Der Block besteht aus drei Gasturbinen vom Typ SGT5-4000F, an die jeweils ein Abhitzedampferzeuger angeschlossen ist sowie zwei nachgeschalteten Dampfturbinen.

### Kraftwerk B
TRANSCO gibt als installierte Bruttoleistung des Kraftwerks 2221 MW an, die sich aus der installierten Bruttoleistung des Blocks B1 (825 MW), des Blocks B2 (359 MW) und des Blocks New B (1037 MW) zusammensetzt; andere Angaben zur installierten Gesamtleistung sind 2000 2200 (Brutto) oder 2266 MW. Andere Angaben zur installierten Leistung der einzelnen Blöcke sind: für B2 342 (Brutto) MW und für New B 970 MW.
Das Kraftwerk besteht gegenwärtig aus den sechs Dampfturbinen des Blocks B1 und den beiden GuD-Blöcken B2 und New B. Die folgende Tabelle gibt einen Überblick:
| Block | GT/DT | Max. Leistung (MW) | Betriebsbeginn | Turbine | Generator | Dampfkessel | Status     |
| ----- | ----- | ------------------ | -------------- | ------- | --------- | ----------- | ---------- |
| B1    | DT    | 148                | 1996           | ABB     | ABB       | Babcock     | in Betrieb |
| B1    | DT    | 148                | 1996           | ABB     | ABB       | Babcock     | in Betrieb |
| B1    | DT    | 148                | 1996           | ABB     | ABB       | Babcock     | in Betrieb |
| B1    | DT    | 148                | 1996           | ABB     | ABB       | Babcock     | in Betrieb |
| B1    | DT    | 148                | 1997           | ABB     | ABB       | Babcock     | in Betrieb |
| B1    | DT    | 148                | 1997           | ABB     | ABB       | Babcock     | in Betrieb |
| B2    | GT    | 97                 | 1999           | GE      | GE        |             | in Betrieb |
| B2    | GT    | 97                 | 1999           | GE      | GE        |             | in Betrieb |
| B2    | DT    | 143                | 2001           | GE      | GE        |             | in Betrieb |
| New B | GT    | 237                | 2008           | Siemens | Siemens   |             | in Betrieb |
| New B | GT    | 237                | 2008           | Siemens | Siemens   |             | in Betrieb |
| New B | GT    | 237                | 2008           | Siemens | Siemens   |             | in Betrieb |
| New B | DT    | 330                | 2008           | Siemens | Siemens   |             | in Betrieb |

Die installierte Leistung des Blocks B1 betrug ursprünglich 710 (Netto) oder 732 (Brutto) MW. Die sechs Dampfturbinen des Blocks B1 befinden sich in einer Maschinenhalle mit einer Länge von 300 m; ihre maximale elektrische Leistungsabgabe liegt bei 122 MW, wenn die Entsalzungsanlagen vollständig in Betrieb sind und bei 146,5 MW, wenn die Entsalzungsanlagen nicht in Betrieb sind. Die Generatoren leisten jeweils 175 MVA.
Der Block New B besteht aus drei Gasturbinen vom Typ SGT5-4000F, an die jeweils ein Abhitzedampferzeuger angeschlossen ist sowie einer nachgeschalteten Dampfturbine vom Typ SST5-6000.

## Meerwasserentsalzungsanlagen
Die Kapazität der Meerwasserentsalzungsanlage A lag 1997 bei 29 Mio. imperial gallons (MIG) pro Tag, dies entspricht ca. 132.000 m³ pro Tag. Die Kapazität der Anlage B lag 1997 bei 76 MIG pro Tag, das entspricht ca. 345.500 m³ pro Tag.
Die dem Kraftwerk A1 direkt angeschlossene Entsalzungsanlage arbeitet mit den physikalischen Verfahren der mehrstufigen Entspannungsverdampfung, englisch multi-stage flash (MSF) und dem Vorläufer, die Multi-Effekt-Destillation, englisch multi-effect distillation (MED). Die Kapazität der erweiterten Anlage A1 liegt bei 84 (bzw. 84,8) MIG pro Tag; andere Angaben zur Kapazität sind 380.000 m³ pro Tag. (bzw. 382.000 m³)
Die dem Kraftwerk A2 direkt angeschlossene Entsalzungsanlage arbeitet mit dem Verfahren der MSF; sie besteht aus vier einzelnen Einheiten. Damit bei schwankender Stromerzeugung eine gleichmäßige Frischwassererzeugung gewährleistet werden kann, sind die Dampfkessel für zusätzliche Befeuerung ausgerüstet. Die Kapazität liegt bei 50 (bzw. 53) MIG pro Tag; andere Angaben zur Kapazität sind 227.304 m³ (bzw. 230.000 m³) oder ca. 230.000 t pro Tag.
Die dem Kraftwerk B direkt angeschlossenen Entsalzungsanlagen arbeiten mit dem Verfahren der MSF. Die Gesamtkapazität liegt bei 160 (bzw. 162) MIG pro Tag; andere Angaben zur Kapazität sind 727.374 m³ bzw. 730.000 t pro Tag. Die Entsalzungsanlage des Blocks B1 besteht aus sechs einzelnen Einheiten; ihre Kapazität liegt bei 76 MIG bzw. 346.000 m³ pro Tag. Die Entsalzungsanlage des Blocks New B hat eine Kapazität von 300.000 m³ pro Tag. Für die Erzeugung von 1 Liter Trinkwasser werden ca. 8 Liter Meerwasser benötigt.
Die Entsalzungsanlage RO (Taweelah Reverse Osmosis) arbeitet mit dem Verfahren der Umkehrosmose. Die Kapazität liegt bei 200 MIG bzw. 909.200 m³ pro Tag. Die Phase 1 des Projekts mit einer Kapazität von 100 MIG pro Tag bzw. 450.000 m³ pro Tag wurde Mitte 2022 in Betrieb genommen; mit Abschluss der Phase 2 im April 2023 wurde die Gesamtkapazität der Anlage erreicht. Die Anlage ist mit Stand Mai 2023 die weltweit leistungsstärkste Entsalzungsanlage mit diesem Verfahren. Ein Teil des Strombedarfs der Anlage wird durch eine Solaranlage mit 70 MWp gedeckt.

## Eigentümer
Die Anlagen A und B waren ursprünglich im Besitz der Abu Dhabi Water and Electricity Authority (ADWEA). Die Anlage A wurde im Jahr 2000 privatisiert; durch die Erweiterung wurde aus der Anlage A die Anlage A1. Die Anlage B wurde im Jahr 2005 privatisiert.
Die Anlage A1 ist im Besitz der Gulf Total Tractebel Power Company (GTTPC). GTTPC ist ein Joint Venture, an dem die Gulf Power Company (GPC) mit 60 % und die Total Tractebel Emirates O&M Company S.A. (TTEOM) mit 40 % beteiligt sind. TTEOM ist ein Joint Venture, an dem TotalEnergies und Engie mit jeweils 50 % beteiligt sind. Mit Stand 2022 halten die Abu Dhabi National Energy Company (TAQA)  60 % sowie Total und Engie jeweils 20 %. TTEOM ist für den Betrieb und die Instandhaltung des Kraftwerks A1 zuständig.
Die Anlage A2 ist im Besitz der Emirates CMS Power Company (ECPC) und wird auch von ECPC betrieben. ECPC ist ein Joint Venture, an dem ADWEA mit 60 % und CMS Energy mit 40 % beteiligt waren. Im Mai 2007 gab CMS Energy bekannt, dass der Verkauf der Tochtergesellschaft CMS Generation für 900 Mio. USD an TAQA abgeschlossen wurde. Im Oktober 2007 erwarb Marubeni von TAQA 40 % an ECPC für 140 Mio. USD. Die JGC Holdings Corporation (JGCHC) erwarb 2008 einen Anteil von Marubeni. Mit Stand 2021 halten TAQA 60 %, Marubeni 34 % und JGCHC 6 %.
Die Anlage B ist im Besitz der Taweelah Asia Power Company (TAPC). TAPC ist ein Joint Venture, an dem die Taweelah United Power Company 60 % und die Asia Gulf Power Holding Company Limited (AGPHC) 40 % der Anteile halten. AGPHC ist ein Joint Venture, an dem Marubeni 35 %, BTU Power 25 %, Pendekar Power 25 % und Kyuden 15 % der Anteile halten. Anfänglich waren die Anteile an TAPC wie folgt: ADWEA 6 %, TAQA 54 %, Marubeni 14 %, BTU Power 10 %, Powertek 10 % und JGCHC 6 %. Kyuden erwarb im Dezember 2019 den Anteil der JGCHC; danach hielten TAQA 60 %, Marubeni 14 %, BTU Power 10 %, Powertek 10 % und Kyuden 6 %. Im Januar 2023 erwarb TAQA den Anteil der BTU Power für 65 Mio. USD, so dass mit Stand Mai 2023 die Anteile an TAPC wie folgt sind: TAQA 70 %, Marubeni 14 %, Powertek 10 % und Kyuden 6 %. Für den Betrieb und die Instandhaltung des Kraftwerks B ist die Asia Gulf Power Service Company Limited (AGPSC) zuständig. AGPSC ist ein Joint Venture, an dem Marubeni 35 %, BTU Power 25 %, Pendekar Power 25 % und Kyuden 15 % der Anteile halten.
Die Anlage RO ist im Besitz eines Joint Ventures, an dem ACWA Power mit 40 % sowie TAQA und Mubadala Investment Company mit zusammen 60 % beteiligt sind.

## Sonstiges
Die Kosten für die Erweiterung der Anlage A zur Anlage A1 werden entweder mit 1,473 1,5 1,64 Mrd. USD oder 5,4 Mrd. AED angegeben.
Die Kosten für die Errichtung der Anlage A2 werden entweder mit 750 (bzw. 800) Mio. USD oder 2,7 Mrd. AED angegeben. Der erzeugte Strom wird gemäß dem Power Purchase Agreement (PPA) für 20 Jahre an ADWEA verkauft. ECPC beschäftigt ungefähr 100 Personen in der Anlage.
Der Auftragswert für die Errichtung des Blocks B1 lag bei ca. 1,7 Mrd. USD. Die Gesamtkosten für den Erwerb der bestehenden Anlagen B1 und B2 sowie für die Erweiterung um die Anlage New B werden mit 3 Mrd. USD angegeben. Die gesamte Produktion an Strom und Trinkwasser wird gemäß dem PPA für 20 Jahre an ADWEA verkauft. Während des Baus von Block B1 waren zeitweise bis zu 10.000 Personen auf dem Gelände beschäftigt.
Die Kosten für die Errichtung der Anlage RO werden mit 869 (bzw. 874) Mio. USD angegeben. Der Public-private-Partnership-Vertrag für die Anlage RO hat eine Laufzeit von 30 Jahren.